# Hane
Hane is een bestuurslaag in het regentschap Timor Tengah Selatan van de provincie Oost-Nusa Tenggara, Indonesië. Hane telt 2325 inwoners (volkstelling 2010).